# Antranig Ayvazian
Antranig Ayvazian (* 29. August 1947 in Hassaké, Syrien) ist ein syrischer Geistlicher und armenisch-katholischer Bischof von Qamischli.

## Leben
Antranig Ayvazian trat in das Priesterseminar im Kloster Bzommar ein und studierte an der Université Saint-Joseph sowie der Päpstlichen Universität Gregoriana. Am 18. März 1972 empfing er das Sakrament der Priesterweihe für die Eparchie Qamischli.
Nach der Priesterweihe war er in der Pfarrseelsorge tätig. 1984 wurde er zum Erzpriester ernannt. Er begründete mehrere Initiativen für die Seelsorge an Jugendlichen und Behinderten. Er leitete Pfarrschulen und hielt als Gastprofessor jährlich Lehrveranstaltungen an der Staatlichen Universität Jerewan. Zudem war er Direktor von Radio Maria Armenien.
Am 20. August 2022 bestätigte Papst Franziskus seine durch die Synode der armenisch-katholischen Kirche erfolgte Wahl zum Bischof von Qamischli. Der Patriarch von Kilikien, Raphaël Bedros XXI. Minassian ICPB, spendete ihm am 5. Oktober desselben Jahres die Bischofsweihe. Mitkonsekratoren waren der Erzbischof von Aleppo, Boutros Marayati, und Kévork Assadourian ICPB, Weihbischof in Beirut.